# Кадзуо Кубокава
Кадзуо Кубокава (窪川 一雄 Кубокава Кадзуо, 1903 — 3 грудня 1943) — японський астроном-аматор та першовідкривач астероїдів, один із піонерів аматорської астрономії в Японії. У грудні 1929 року в Токійській обсерваторії, спільно з іншим японським астрономом Окуро Оікавою, відкрив астероїд 1139 Атамі. Пізніше, у 1934 році, в тій же обсерваторії займався спостереженнями метеорів.
Під час японської окупації Тайваню з 1938 року обіймав посаду президента тайванської філії астрономічної асоціації. Працював інженером на метеорологічній станції в Тайбеї. В 1942 він розпочав будівництво обсерваторії на вершині гори Юйшань, однак в 1943 після його смерті будівництво зупинилось.
На знак визнання його заслуг одному з астероїдів було надано його ім'я 6140 Кубокава.